# Nasiriyah
Nasiriyah (arabisk: الناصرية; BGN: En Nāşirīyah; også stavet Nassiriya eller Nasiriya) er en by i Irak. Det ligger langs bredden af floden Eufrat, omkring 370 km sydøst for Bagdad, tæt på ruinerne af den antikke by Ur. Det er hovedstaden i provinsen Dhi Qar. Dens befolkning 2003 var omkring 560.000, hvilket gør den til den fjerde største by i Irak.  Den havde en religiøst forskelligartet befolkning af muslimer, mandaeere og jøder i begyndelsen af det 20. århundrede  , men i dag er dets indbyggere overvejende shia-muslimer. 
Nasiriyah blev grundlagt af Muntafiq-stammen i slutningen af det 19. århundrede under den osmanniske æra.  Den er siden blevet et knudepunkt for transport og  centrum for daddeldyrkning. Byens småindustri omfatter bådebygning, tømrer- og sølvarbejde. 
Bymuseet har en stor samling af artefakter af sumeriske, assyriske, babylonske og abbasidesk oprindelse. Ruinerne af de gamle byer Ur og Larsa ligger i nærheden.